# Emiliano Insúa
Emiliano Adrián Insúa Zapata (* 7. Januar 1989 in Buenos Aires) ist ein ehemaliger argentinischer Fußballspieler. Der Abwehrspieler stand zuletzt beim argentinischen Erstligisten Racing Club unter Vertrag.

## Karriere

### Verein
Insúa spielte in der Jugend bei Boca Juniors. 2006 wurde der Defensiv-Allrounder in den Profikader des Vereins übernommen, kam aber nicht zum Einsatz. Die Scouts des FC Liverpool entdeckten jedoch sein Talent und im Januar 2007 wechselte er auf Leihbasis in die FA Premier League. Es wurde eine Leihgebühr von 100.000 £ und eine Kaufoption am Ende der Leihfrist im Sommer 2008 vereinbart. Am 28. April 2007 debütierte Insúa in der Premier League beim Auswärtsspiel gegen FC Portsmouth. In der Folge kam er nur sporadisch zu Einsätzen in der Premier League, konnte aber mit der 2. Mannschaft des FC Liverpool die Premier Reserve League gewinnen. Im Juni 2008 nutzte Liverpool die Kaufoption und Insúa unterzeichnete einen 3-Jahres-Vertrag bei den Reds.
Insúa wechselte 2010 für ein Jahr an den Bosporus zu Galatasaray Istanbul.
Am 27. August 2011 gab der FC Liverpool bekannt, dass Insúa zu Sporting CP wechseln werde. Dort unterschrieb er einen Fünf-Jahres-Vertrag bis zum 30. Juni 2016. Am 25. Januar 2013 wechselte Insúa zum spanischen Erstligisten Atlético Madrid. Er unterschrieb einen Vertrag mit Laufzeit bis zum 30. Juni 2016. Insúa wurde am 1. September 2014 bis zum Ende der Saison 2014/15 an Rayo Vallecano ausgeliehen.
Am 11. Juli 2015 löste er seinen Vertrag mit Atlético de Madrid auf und wechselte zum VfB Stuttgart. Er unterzeichnete bei den Schwaben einen bis 2018 datierten Vertrag. Insúa blieb den Schwaben trotz des Abstiegs in der Bundesligasaison 2016/17 treu und trug in der Zweitligaspielzeit 2017/18 durch neun Vorlagen für die Offensive um den Torschützenkönig Simon Terodde zur Zweitliga-Meisterschaft und dem direkten Wiederaufstieg bei. Nachdem er in der Saison 2017/18 mit dem VfB Stuttgart in der Bundesliga den siebten Platz erreicht hatte, verlängerte Insúa seinen Vertrag mit dem Klub bis 2020 mit einer beidseitigen Option für ein weiteres Jahr. Seinen ersten Treffer für Stuttgart in der Bundesliga erzielte er beim 3:3 gegen den SC Freiburg am 16. September 2018, dem 3. Spieltag der Saison 2018/19, nachdem er zuvor in der Saison 2016/17 in der zweiten Liga beim 3:3 gegen Dynamo Dresden am 2. April 2017 getroffen hatte.
Nach dem erneuten Abstieg des VfB kam der Argentinier zu lediglich sechs Hinrundeneinsätzen in der Zweitligaspielzeit 2019/20 und wechselte nach viereinhalb Jahren und 135 Pflichtspielen zur Saison 2020 in die Major League Soccer zur LA Galaxy. Nach der Saison verließ er LA Galaxy wieder und kehrte nach Argentinien zurück, zum Club Atlético Aldosivi in der Provinz Buenos Aires. Diesen verließ er im Januar 2022 wieder und wechselte zum Racing Club. Dort beendete er Ende 2023 seine Karriere.

### Nationalmannschaft
Insúa nahm mit der Juniorenauswahl an der südamerikanischen Meisterschaft 2007 teil. Mit einem zweiten Platz qualifizierte sich die Auswahl für die Junioren-WM 2007 und die Olympischen Spiele 2008. Bei der in Kanada stattfindenden Weltmeisterschaft gehört er zum argentinischen Aufgebot. Insúa spielte dabei jede Minute des Turniers und gewann mit den argentinischen Junioren schließlich den WM-Titel. Im Frühjahr 2009 nahm er erneut an der U-20-Südamerikameisterschaft teil und führt Argentinien in allen neun Begegnungen als Kapitän auf das Feld. Mit lediglich einem Sieg belegte das Team allerdings einen enttäuschenden sechsten Platz und verpasste somit die Qualifikation zur Junioren-Weltmeisterschaft 2009 in Ägypten.

## Privates
Emiliano Insúas Bruder Emanuel ist ebenfalls Fußballprofi und linker Außenverteidiger.

## Erfolge
- Junioren-Weltmeister: 2007
- Premier-Reserve-League-Sieger: 2008
- Meister der 2. Bundesliga: 2017